# Cistus subhirsutus
Cistus subhirsutus är en solvändeväxtart som beskrevs av Rothmaler. Cistus subhirsutus ingår i släktet Cistus och familjen solvändeväxter. Inga underarter finns listade i Catalogue of Life.